# باچیوکو
باچیوکو (به لاتین: Bacioucoto-Conboly) یک منطقهٔ مسکونی در سنگال است که در Bignona Department واقع شده‌است. باچیوکو ۵۹ نفر جمعیت دارد.